# Martin Bisi
Martin Bisi je americký hudební producent a skladatel. Je známý především díky své spolupráci s řadou kapel a hudebníků jako Sonic Youth, John Zorn, Material, Bill Laswell, Swans, Lydia Lunch apod. V osmdesátých let se podílel na vydávání mnoha alb hlavně z newyorské post-punkové a no wave scény.